# 아문센해

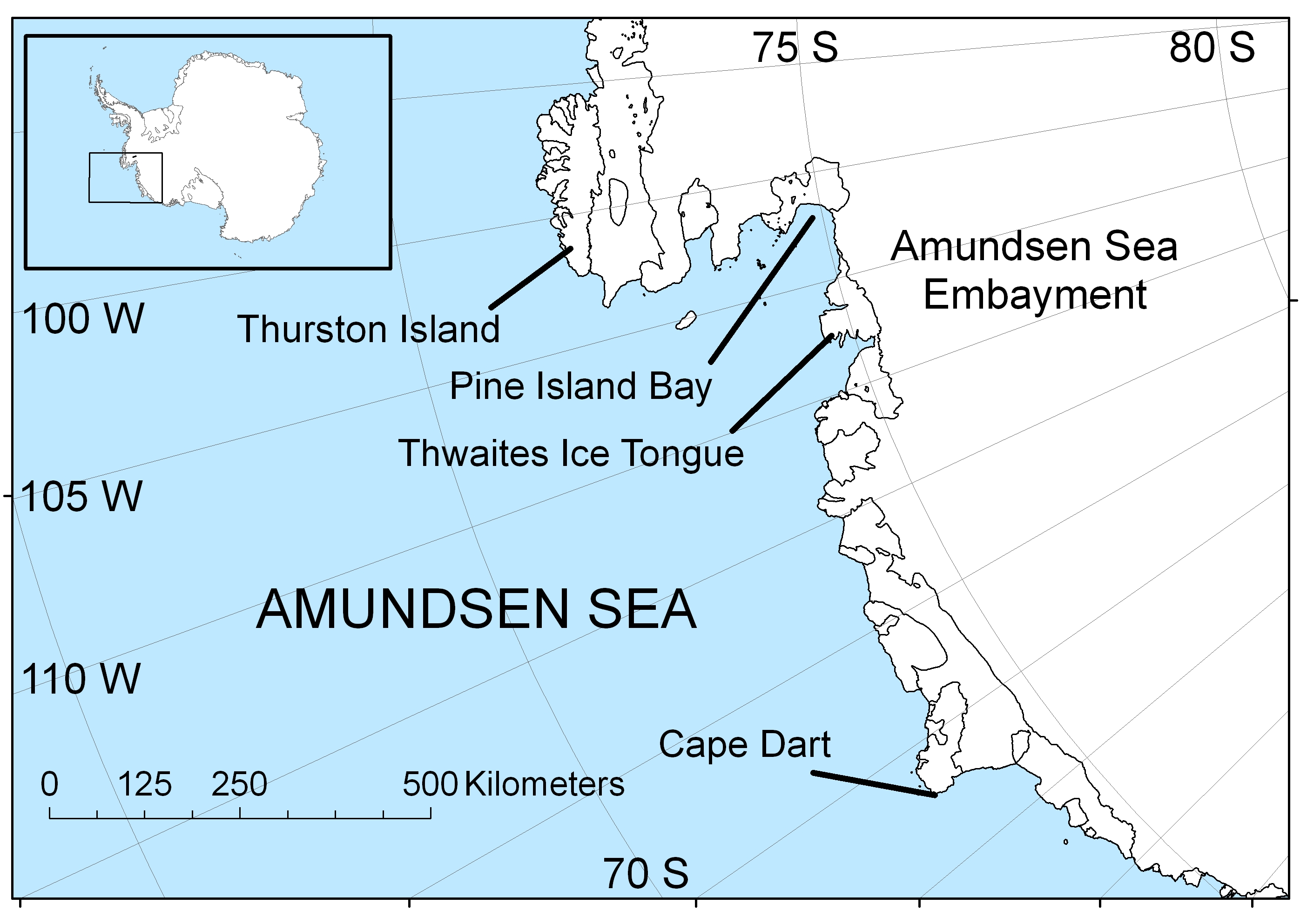
아문센해

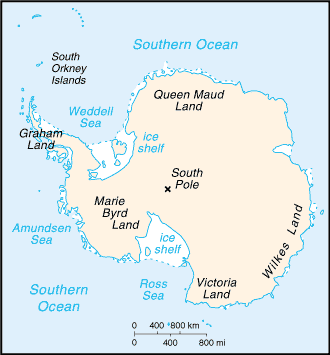
남극 대륙

아문센해(영어: Amundsen Sea)는 남극 대륙 서측의 마리버드랜드와 접한 남극해의 해역이다. 동쪽은 서스턴섬, 서쪽은 다트곶까지이다. 노르웨이의 탐험가 로알 아문센을 따라 이름지어졌다.